# Navadni češmin
Navadni češmin (znanstveno ime Berberis vulgaris) je trnat listopadni grm, ki raste po gozdnih obronkih, mejah, kamnitih gričih in vrtovih po osrednji in južni Evropi, severozahodni Afriki in zahodni Aziji. Kasneje so ga zanesli tudi v severno Evropo in Severno Ameriko.

## Opis
Navadni češmin lahko zraste do 4 m visoko. Ima nabrazdano rumenkasto sivo skorjo in rumen les. Listi so majhni, ovalne oblike, dolgi med 2 in 5 cm ter široki med 1 in 2 cm. Rob listov je drobno nazobčan, poganjajo pa v šopih po 2 do 5. V Sloveniji cveti od aprila do junija, ko se v zalistjih pojavijo rumena grozdasta socvetja, sestavljena iz cvetov premera od 4 do 6 mm, iz katerih se po oploditvi razvijejo škrlatno rdeče ali rožnate valjaste jagode dolge med 7 in 10 mm ter široke med 3 in 5 mm. Dozorijo pozno poleti ali v jeseni in so užitne. Zaradi visoke vsebnosti vitamina C so zelo kislega okusa. 

## Uporaba
V Evropi so iz plodov češmina kuhali marmelado, saj plodovi vsebujejo veliko pektina. V jugozahodni Aziji, predvsem v Iranu, se plodovi uporabljajo kot omaka v riževem pilafu, posušeni plodovi češmina (običajno sicer vrste Berberis integerrima), ki jim pravijo zerešk pa se uporabljajo kot začimba. Najpogosteje z njo začinjajo piščančje jedi. 
V Rusiji iz izvlečkov češminovih jagod delajo sladkarije, imenovane Барбарис (Barbaris).
Navadni češmin je hkrati strupena in zdravilna rastlina, ki se je v preteklosti veliko uporabljala v ljudskem zdravilstvu.
Vsi deli rastline, razen plodov vsebujejo bisbenzilizokinolinske alkaloide (berbamin in oksiakantin) ter aporfine (magnoflorin), ki so v večjih količinah lahko zdravju škodljivi. Največ alkaloidov je v skorji korenin, v skorji nadzemnih delov rastline jih je 5,5 odstotka, medtem ko jih je v listih malo.
Berberin, ki je ena glavnih učinkovin v češminu zavira razvoj bakterij in je dober antioksidant in vitro. Ekstrakti plodov naj bi pomagali tudi pri težavah s kožo, kar pa ni dokončno znanstveno potrjeno.
V ljudskem zdravilstvu so čaj ali sirup iz plodov navadnega češmina uporabljali za zdravljenje respiratornih bolezni, pri raznih vnetjih in pri gripi in prehladu.